# ヴェノーザ
ヴェノーザ（イタリア語: Venosa）は、イタリア共和国バジリカータ州ポテンツァ県にある、人口約12,000人の基礎自治体（コムーネ）。

## 地理

### 位置・広がり

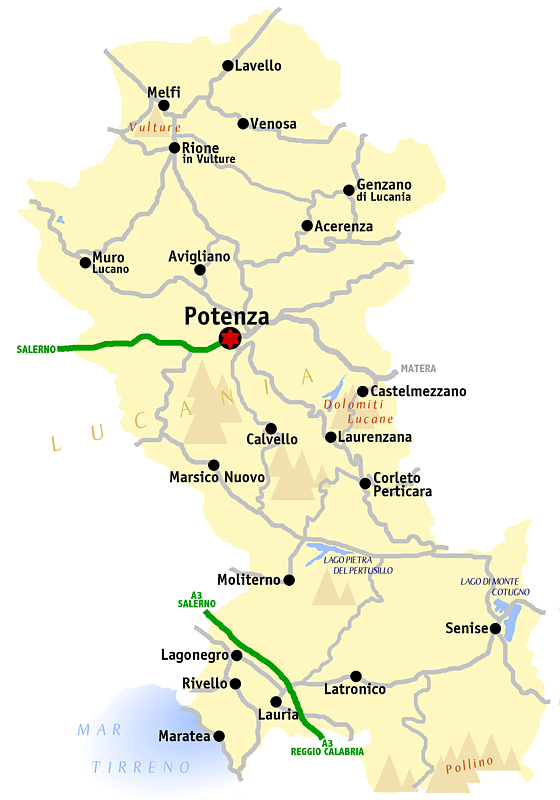
ポテンツァ県概略図

#### 隣接コムーネ
隣接するコムーネは以下の通り。括弧内のBTはバルレッタ＝アンドリア＝トラーニ県所属を示す。
- バリーレ
- ジネストラ
- ラヴェッロ
- マスキート
- モンテミローネ
- パラッツォ・サン・ジェルヴァージオ
- ラポッラ
- スピナッツォーラ (BT)

## 文化・観光
「イタリアの最も美しい村」クラブ加盟コムーネである。

## 著名な出身人物
- ホラティウス - 詩人
- マンフレーディ - ホーエンシュタウフェン朝のシチリア王
- カルロ・ジェズアルド - 作曲家

## フォトギャラリー

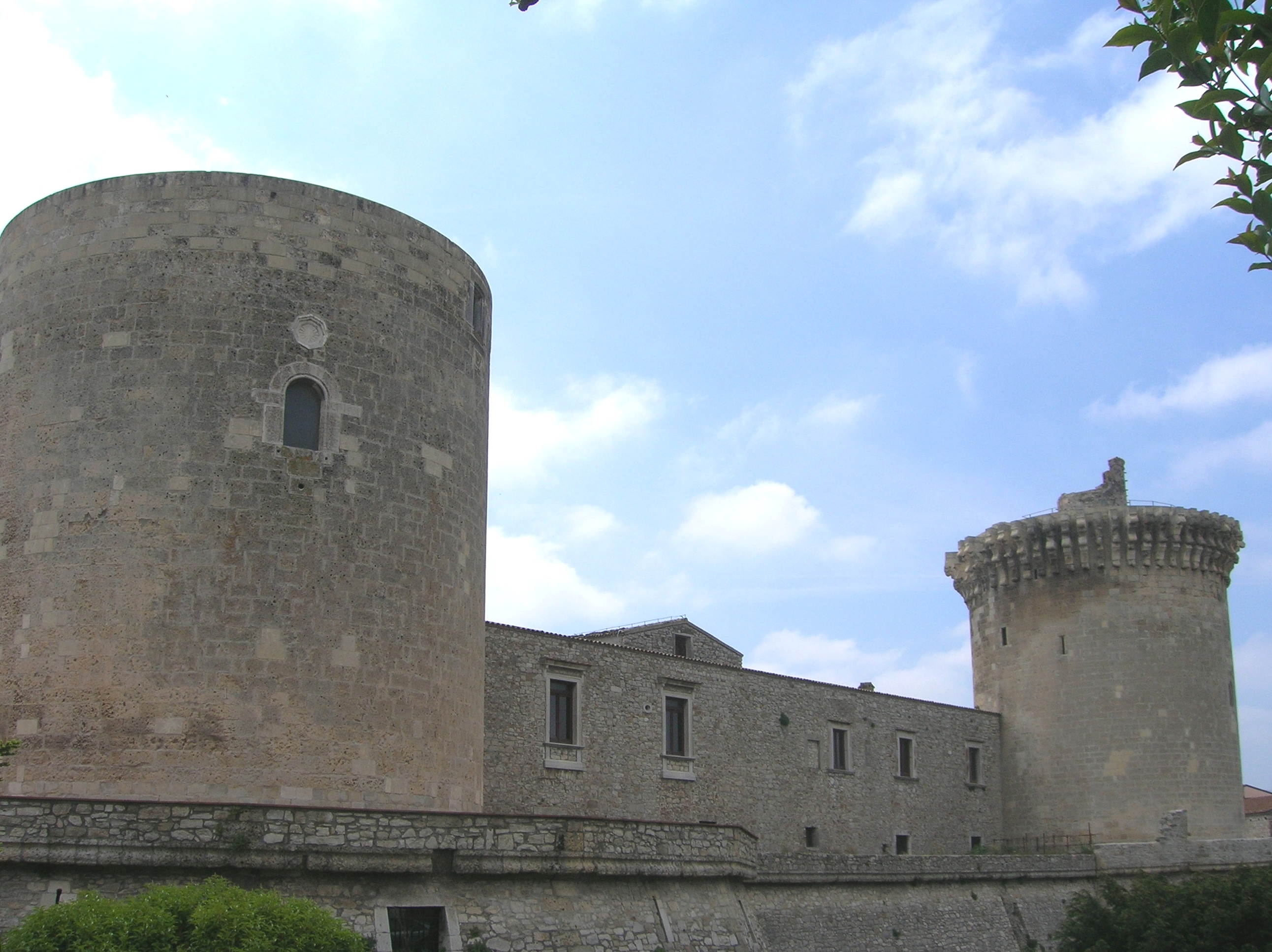
城
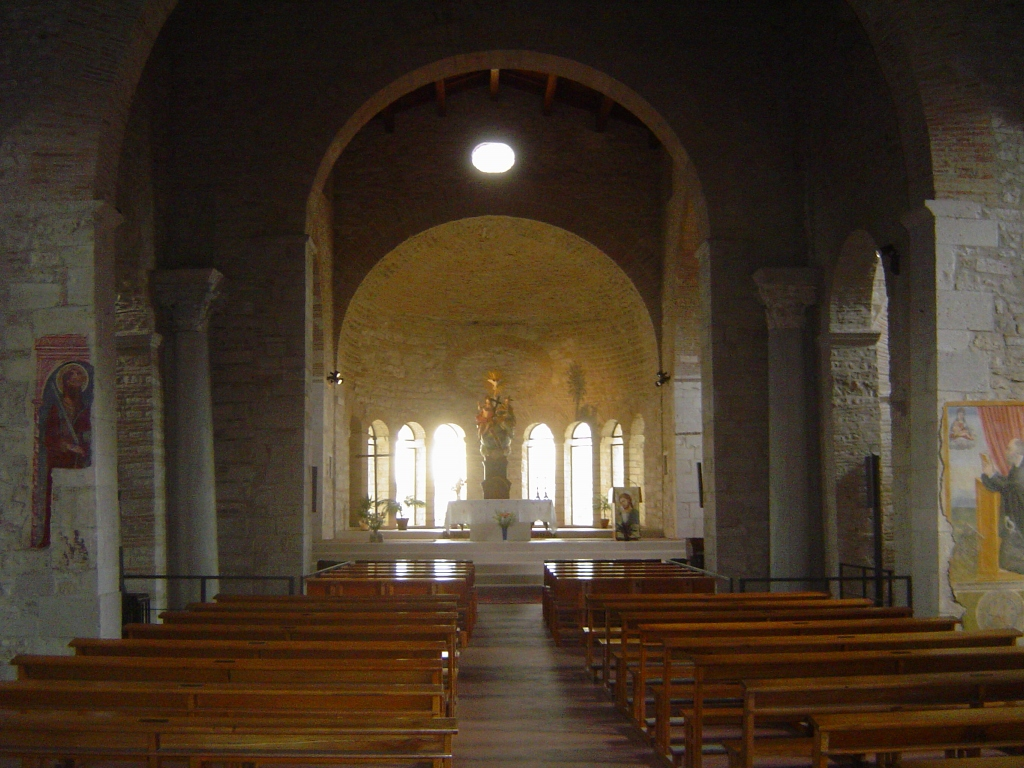
SS.トリニタ教会の内部
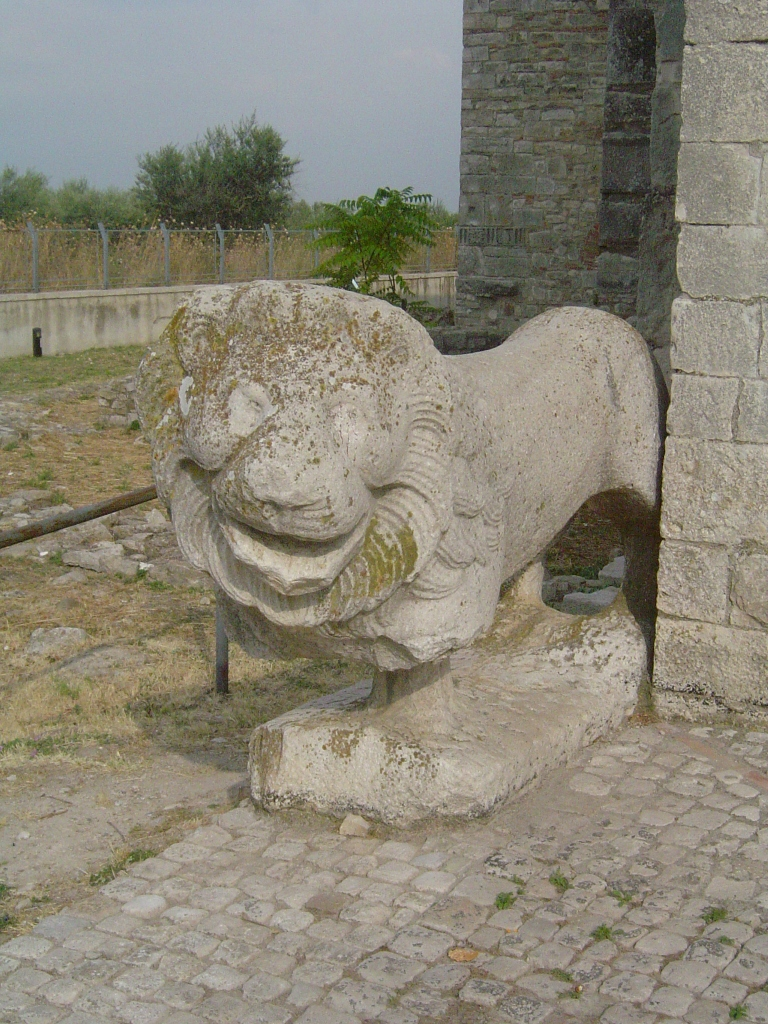
SS.トリニタ教会入り口の石のライオン
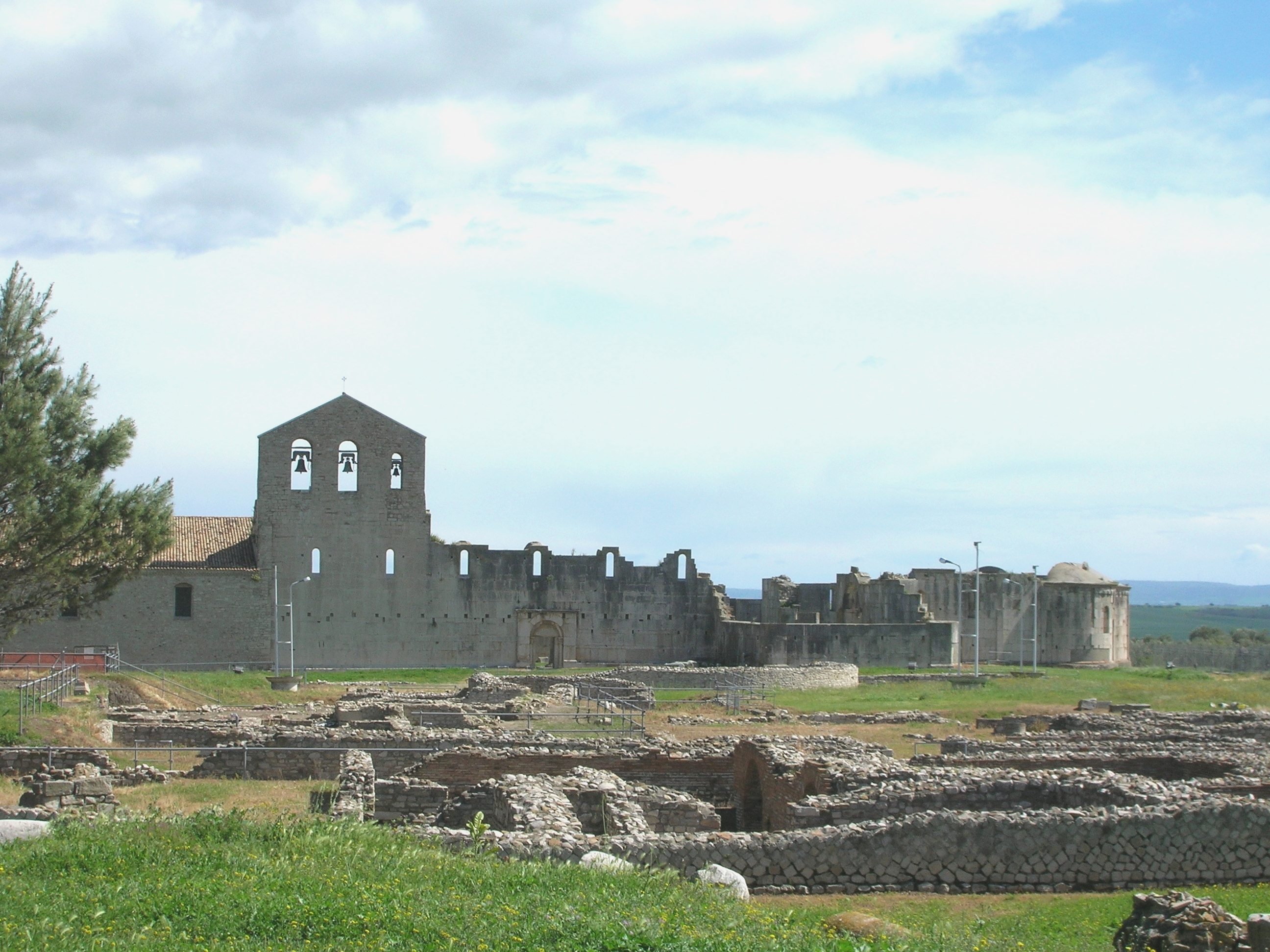
SS.トリニタ教会の未完成部分
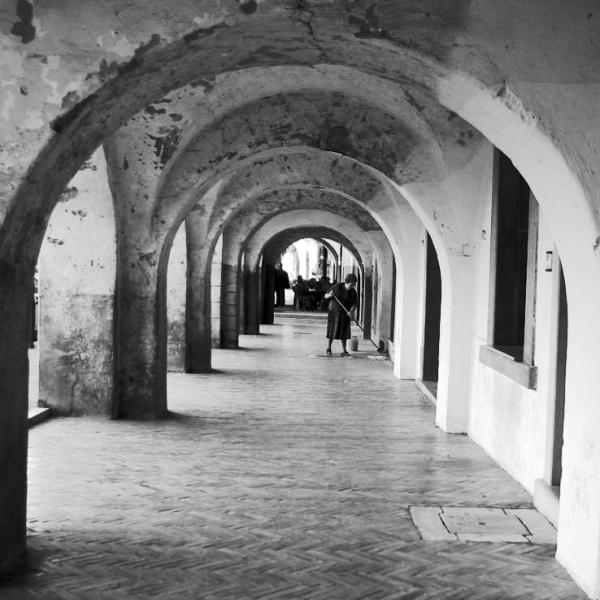
カステッロ広場の柱廊
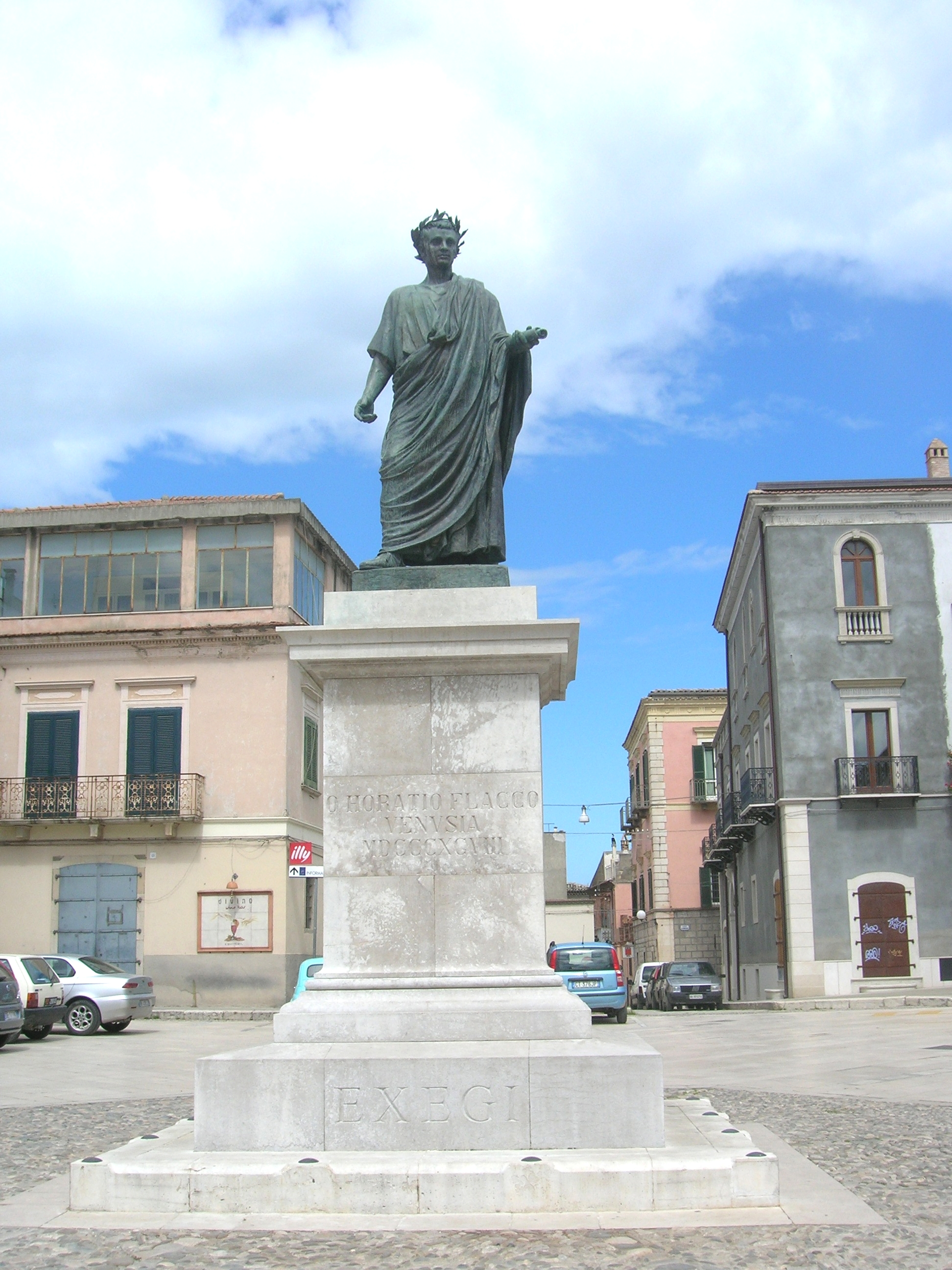
オラーツィオ・フラッコの像
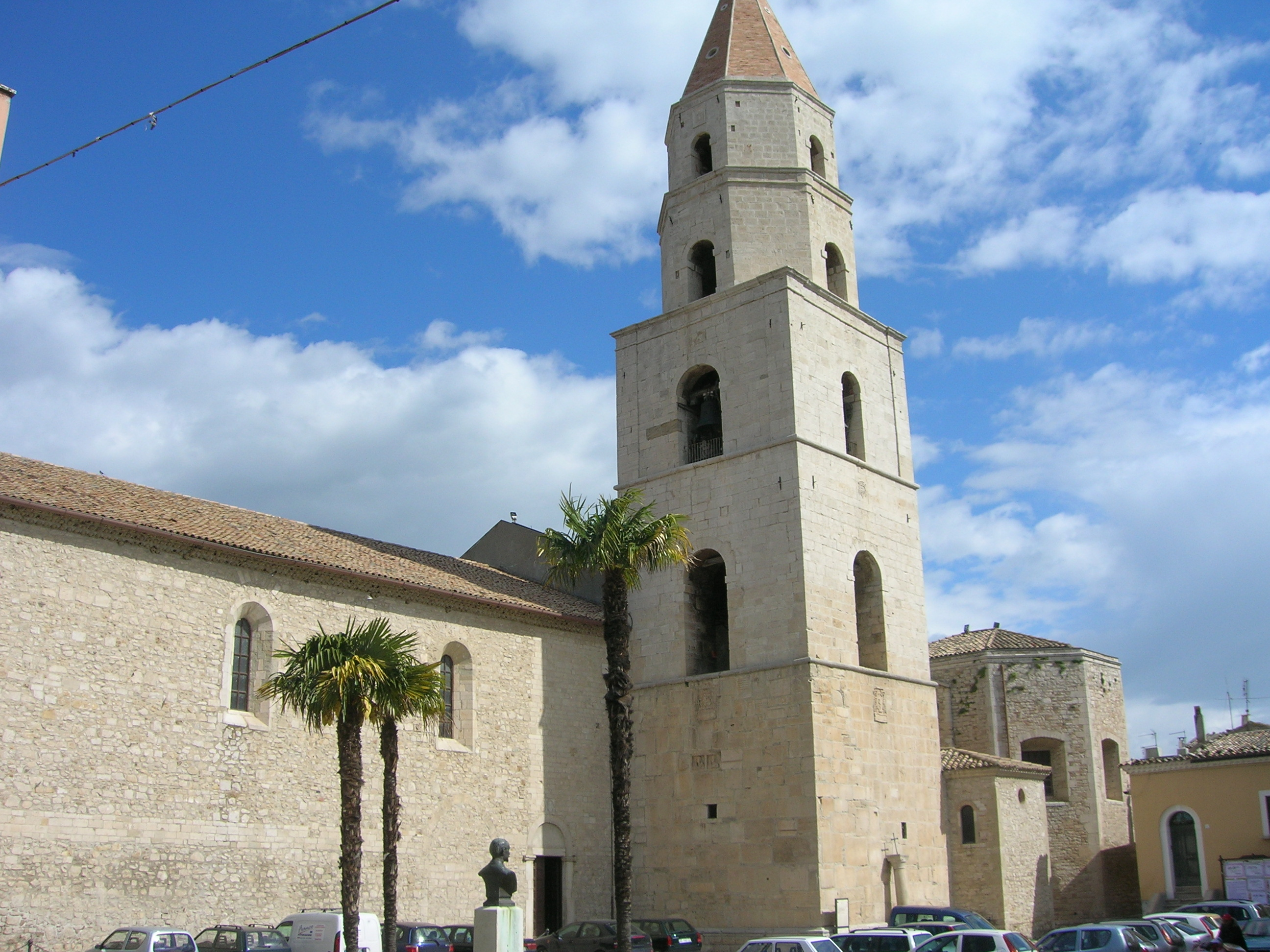
ヴェノーザのカテドラル
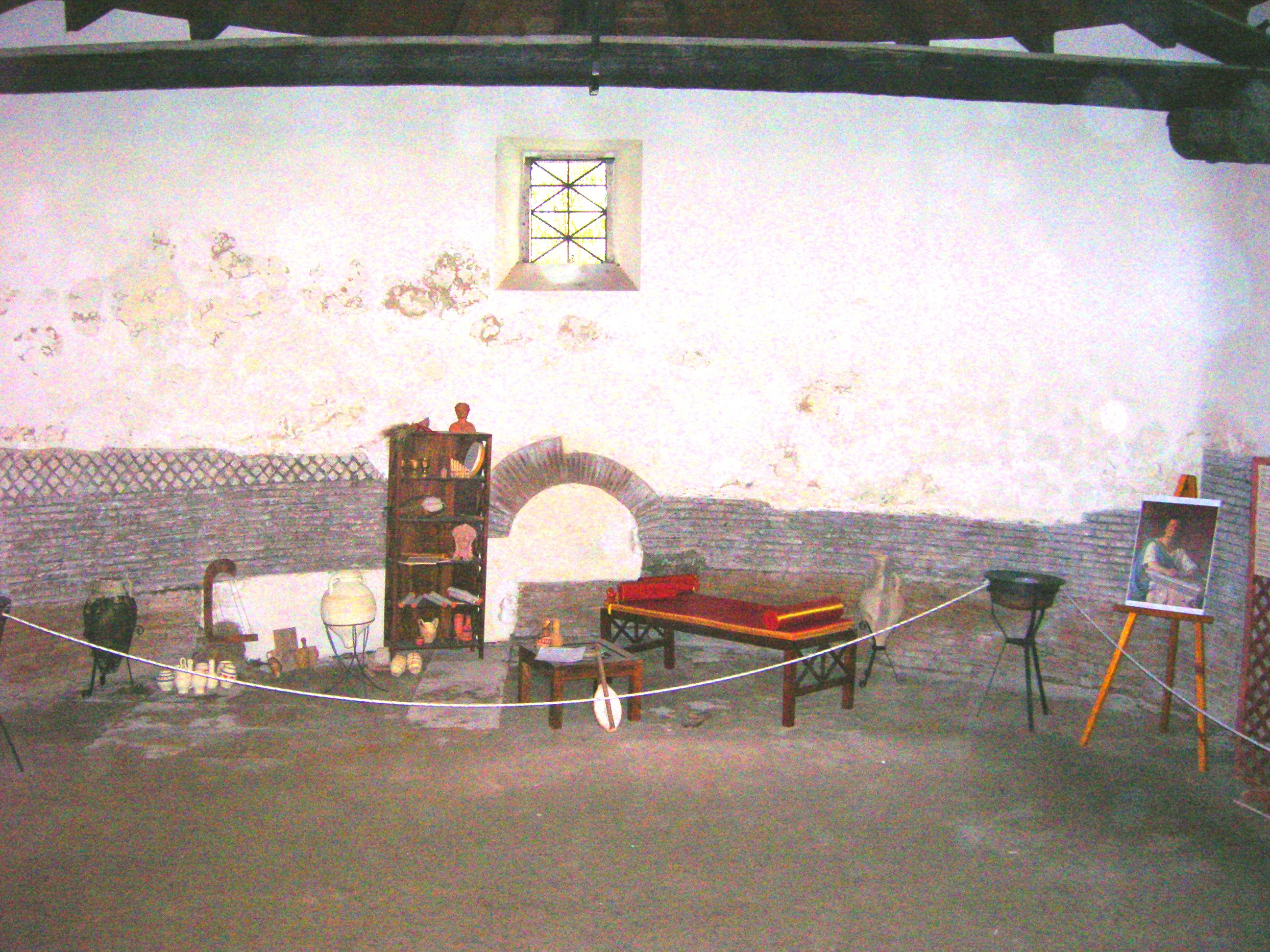
オラーツィオ・フラッコの家内部
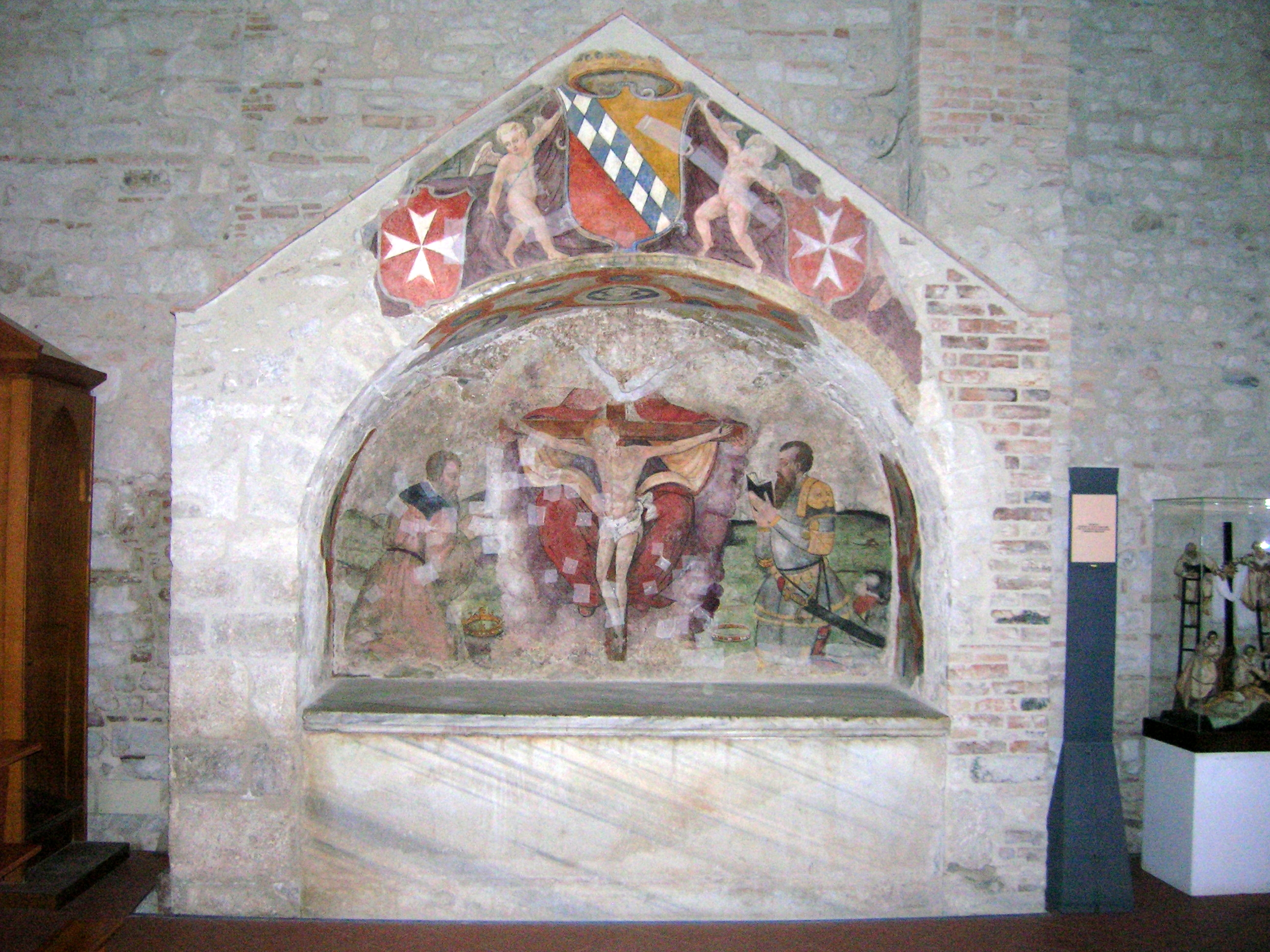
アルタヴィッラ家の墓
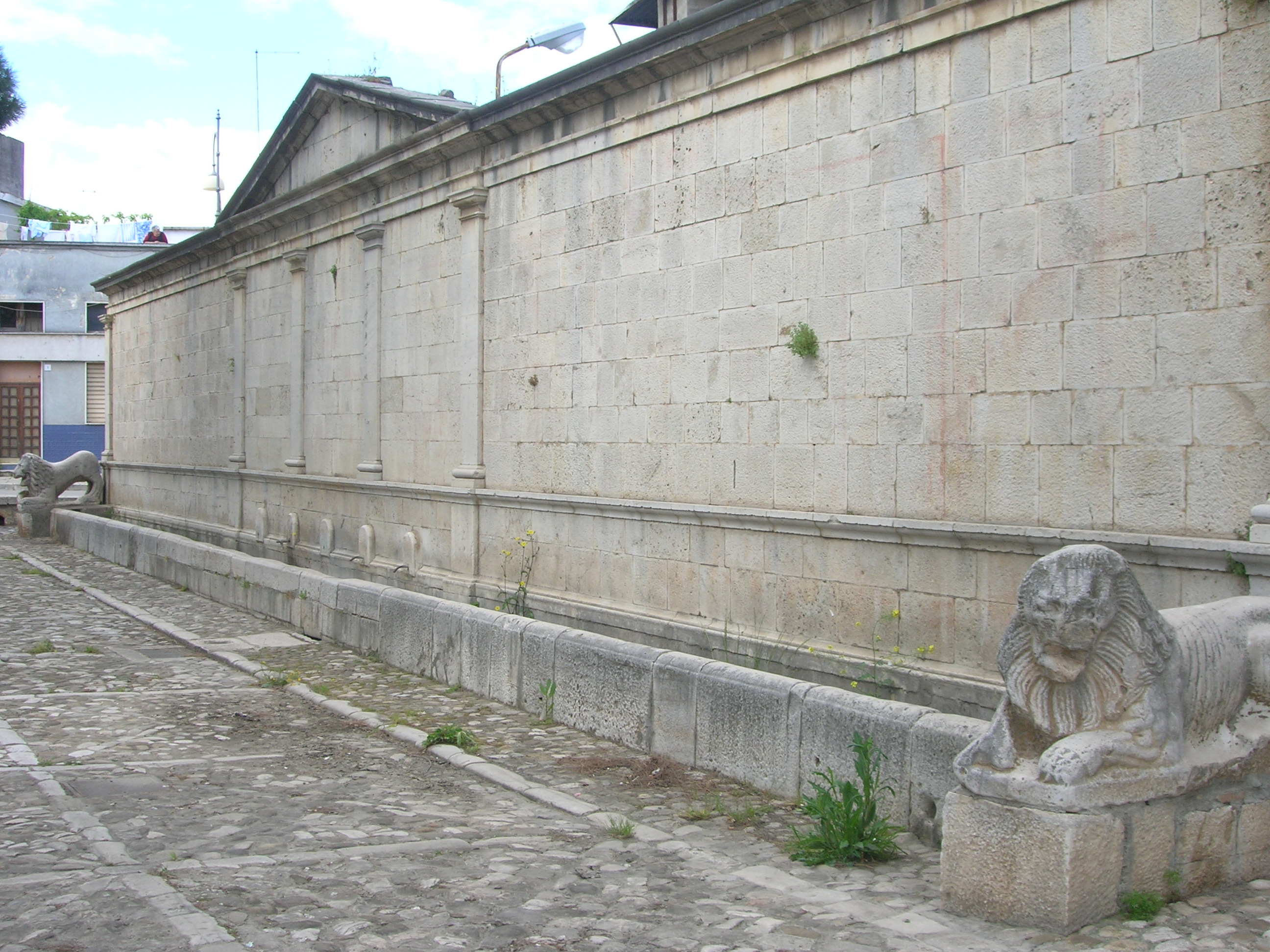
アンジョの泉
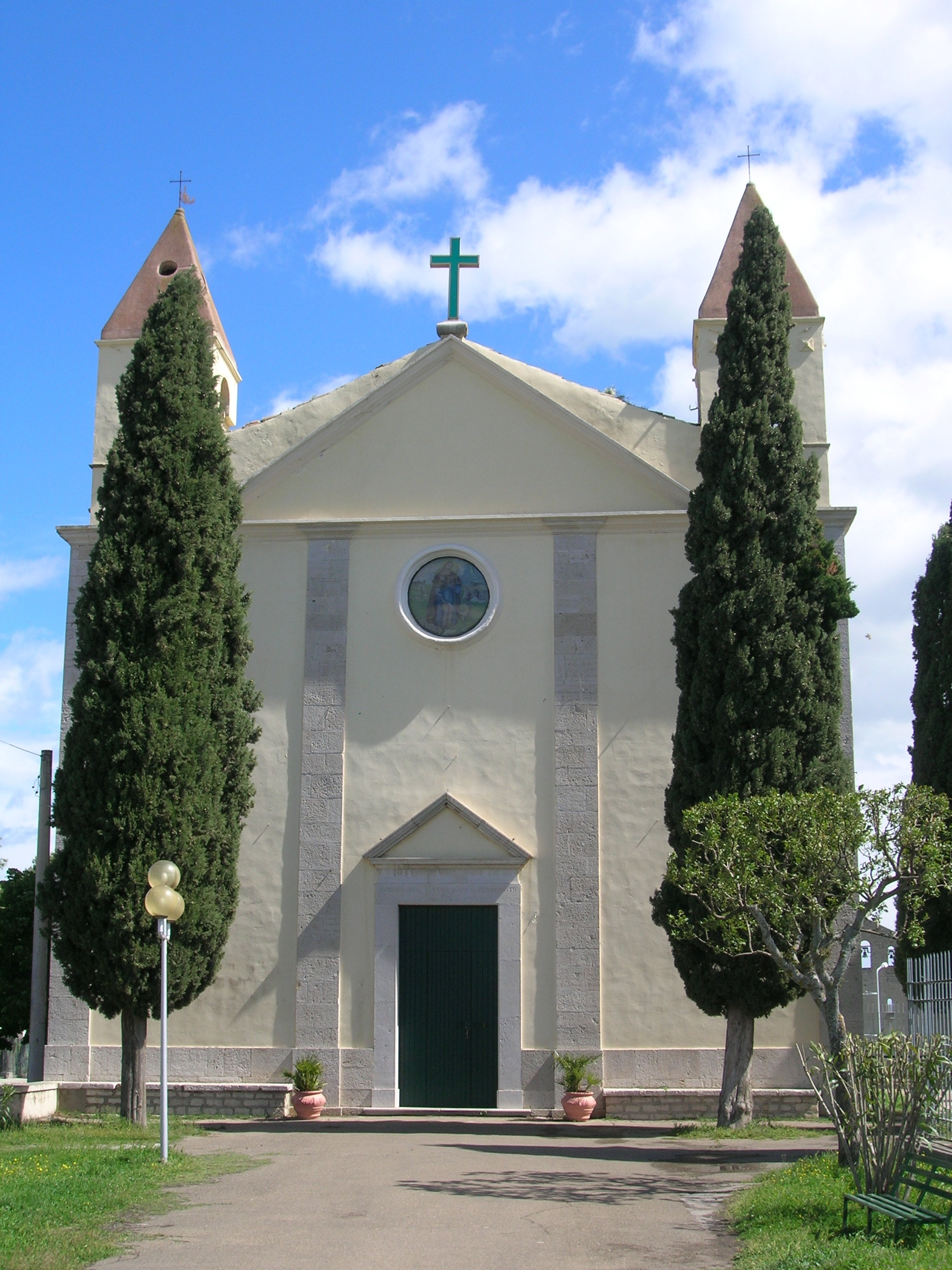
サン・ロッコ教会